# 힙스터 안개의 덫
《힙스터 안개의 덫》(Hipster)는 2014년에 제작한 대한민국의 로맨스 영화이다. 강명진이 감독을 맡았다.

## 줄거리
언더뮤지션 밴드의 보컬인 주인공에게 유명기획사 대표가 하룻밤의 대가로 밴드의 메이저 입성을 제안하면서 벌어지는 이야기를 그린 영화. 

## 출연진
- 김동윤 : 신우 역
- 유사라 : 재인 역
- 류아진 : 선예 역
- 강인화 : 은진 역
- 정종우 : 쉐도우 역
- 박민규 : 지배인 역
- 동효희 : 술집이모 역
- 박혁동 : 웨이터1 역
- 천재모 : 웨이터2 역
- 나예담 : 소개받는 보컬 역
- 이명준 : 취객 역
- 스토리 셀러 (특별출연)